# Empirische Adäquatheit
In der Wissenschaftstheorie bezeichnet empirische Adäquatheit (empirische Angemessenheit) die empirische Bestätigung oder die „Übereinstimmung mit den Fakten“ eines theoretischen Konzeptes oder eines Gesetzes. Dabei wird 'empirische Adäquatheit' von einigen wissenschaftstheoretischen Gruppierungen als das bessere Äquivalent zu dem Begriff der 'Wahrheit einer Theorie' aufgefasst.